# Pietro Pavesi

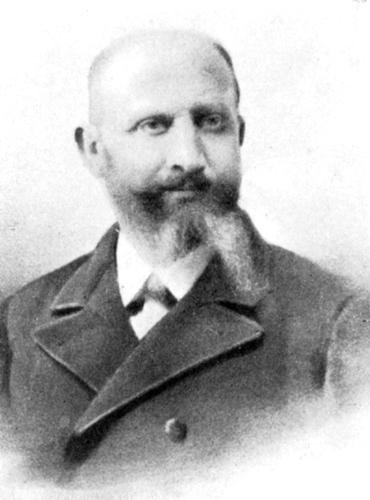
Pietro Pavesi

Pietro Pavesi (* 24. September 1844 in Pavia; † 31. August 1907 in Asso, Lombardei) war ein italienischer Politiker und Naturforscher (besonders Arachnologe, Ornithologie, Limnologie, Ichthyologie).

## Leben
Pavesi studierte Naturwissenschaften an der Universität Pavia, wo er im Jahre 1865 die Laurea erwarb mit der Dissertation Della Struttura in generale dei tipi di animali (Über die allgemeine Struktur der Tierarten). Schon ein Jahr vorher publizierte er eine Arbeit über Spinnen der Umgebung von Pavia. Danach unterrichtete er zunächst Naturwissenschaften am Lyzeum in Lugano. Ab 1871 war er Professor für vergleichende Anatomie in Neapel, ab 1874 Professor für Zoologie und vergleichende Anatomie in Genua und ab 1875 in Pavia, wo er Professor für Zoologie war und 1876 bis 1897 das Naturkundemuseum leitete.
Er befasste sich mit vielen Gebieten, neben Arachnologie, in der er mit Giovanni Canestrini publizierte, mit Entomologie, Ornithologie, Gewässerkunde und Ichthyologie, Wissenschaftsgeschichte (besonders über Lazzaro Spallanzani, seinem Vorgänger in Pavia), Archäologie (Lokalgeschichte von Pavia). 1886 bis 1902 veröffentlichte er einen ornithologischen Kalender. Seine Studien über die Fauna in den großen Seen des italienischen Voralpenlandes und der Schweiz machte ihn zu einem der Väter der Limnologie in Italien. Er befasste sich auch mit Fischzucht und Jagd und den zugehörigen Gesetzen.
Er war im Rat  der Stadt Pavia und 1899 bis 1902 dessen Bürgermeister.

## Schriften (Auswahl)
als Zoologe
- Artikel Aracnid. In: Giuseppe Balsamo Crivellib u. a.: Notizie naturali e chimico-agronomiche sulla provincia di Pavia. Tipografia in ditta eredi Bizzoni, Pavia 1864.
- mit Giovanni Canestrini: Araneidi italiani. Bernardoni, Mailand 1869.
- mit Giovanni Canestrini: Catalogo sistematico degli Araneidi italiani. Fava e Garagnani, Bologna 1870.

als Lokal- und Wissenschaftshistoriker

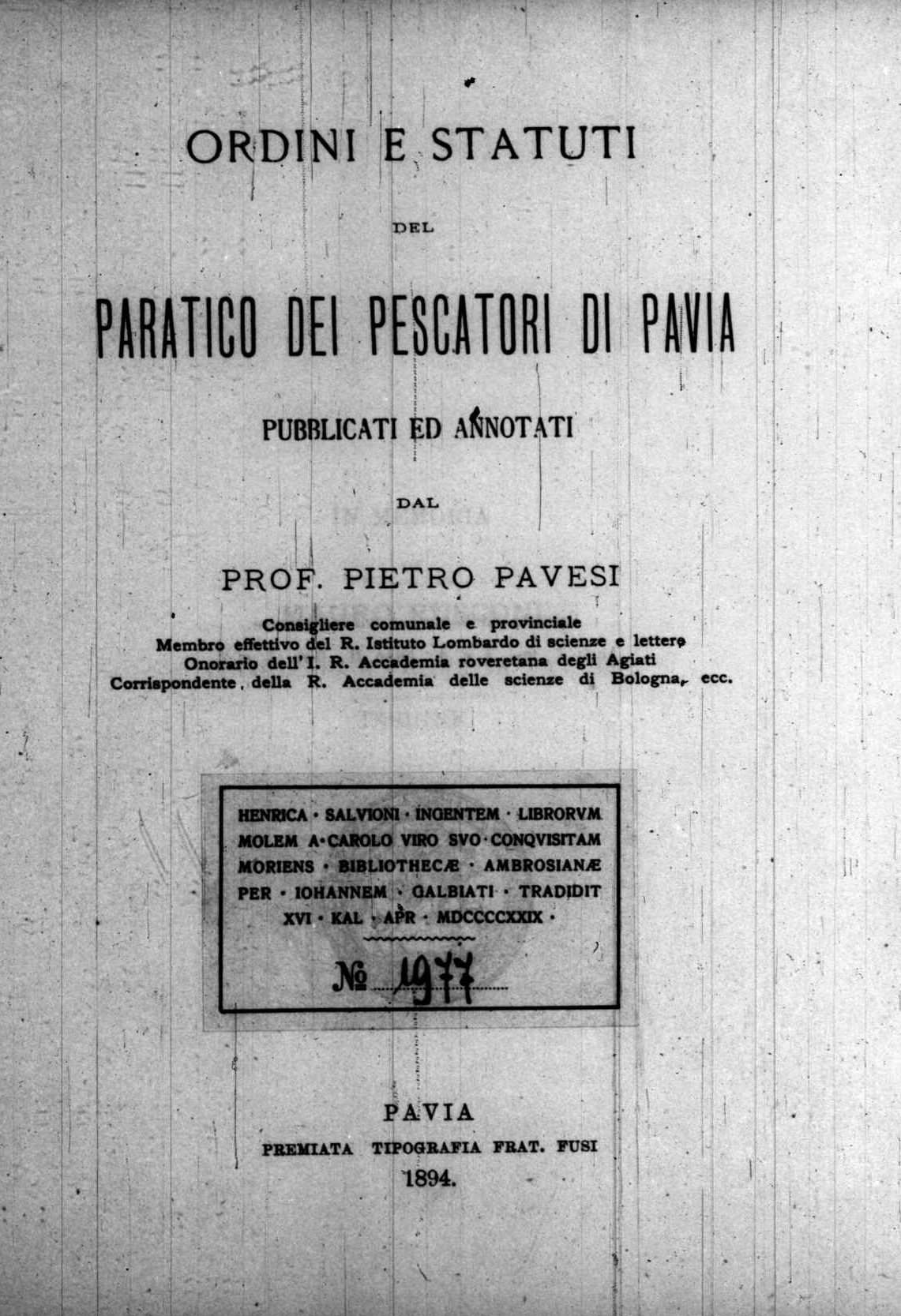
Ordine e statuti del paratico dei pescatori di Pavia (Ordines et statuta Paratici Piscatorum Papiae), 1894

- Pietro Pavesi: Ordine e statuti del paratico dei pescatori di Pavia. Fratelli Fusi, Pavia 1894 (italienisch, beic.it).
- La strada delle catene. Tipografia Fusi, Pavia 1955 (Nachdr. d. Ausg. Pavia 1897).
- Il bordello di Pavia dal XIV al XVII secolo, ed i soccorsi di s. Simone e s. Margherita. Ulrico Hoepli Edit., Mailand 1897.
- Le fiere di Pavia. tip. popolare, Pavia 1898.
- Le fortificazioni spagnuole di Pavia. Tip. popolare, Pavia 1897.
- L'abate Spallanzani a Pavia. Cenni storici. Bernardoni di C. Rebeschini e c., Mailand 1901.
- Il prospetto delle lezioni Spallanzani, scritto da lui medesimo, Pavia, Stab. tip. Successori Bizzoni, 1903.
- Un'altra pagina di storia dell'universita pavese. Premiato stab. tip. successori Bizzoni, Pavia 1906.